# Nagore Aranburu
Nagore Aranburu (Azpeitia, Guipúzcoa, 1976) es una actriz de teatro, cine y televisión y guionista española.

## Trayectoria
Se inició en el Grupo de Teatro de Antxieta, donde con 12 años participó en su primera obra de teatro. Desde entonces ha trabajado en televisión, cine y, sobre todo, en teatro. En 1999 recibió el premio a la Mejor Actriz Revelación otorgado por la Euskal Aktoreen Batasunak (Unión de Actores Vascos).
Fue profesora de la Escuela de Teatro Zurriola.
Ha escrito los guiones de programas de la televisión autónoma vasca, ETB, como el espacio de humor Wazemank, el late night Sorginen laratza y las series Brinkola o Martin. Por su trabajo en Wazemank recibió el premio Luz de Televisión en 2007, junto a Mikel Pagadizabal. Trabajó como actriz en otras series de la misma cadena como Aitaren Etxea (2015-16) y Hondar Ahoak (2020). 
En 1999 debutó en el cine, con la película Ione sube al cielo, en su filmografía fuera del País Vasco destaca la película Loreak, seleccionada por la Academia de las Artes y las Ciencias Cinematográficas de España para la categoría de Oscar a la mejor película realizada en idioma distinto del inglés. Por su trabajo en esa cinta fue premiada en el Latin Beat Festival de Tokio.
Luego vendrían más filmes vascos, como Ane (2020), y de fuera del País Vasco, Competencia oficial (2021), La ermita (2023) y El bus de la vida (2024).
Saltó de la autonómica vasca a las plataformas con las series Patria (HBO, 2020) El internado: las cumbres (Atresplayer. 2023) y Cristóbal Balenciaga (HBO, 2024), primera serie dirigida por Aitor Arregi y Jon Garaño, que ya contaron con Nagore en Loreak.
En 2024 estrenó su primera serie como protagonista en Movistar+, Querer, dirigida por la cineasta Alauda Ruiz de Azúa, por la que el 28 de noviembre se anunció su nominación al Premio Feroz Mejor Actriz Protagonista 2025, de la Asociación de Informadores Cinematográficos de España, que se concederán el 25 de enero de 2025.
Ese mismo año, se anunció que rodaba Karmele, película de Asier Altuna, inspirada en la novela La hora de despertarnos juntos de Kirmen Uribe. También grabó la secuela de la serie Hondar ahoak, titulada Zeru Ahoak, dirigida por Koldo Almandoz, en la que repite como la policía Nerea García.
En 2025 repitió con la directora Alauda Ruiz de Azúa, en la película, Los domingos, que se anunció, competirá en el Festival de Cine de San Sebastián de ese año. 

## Obra

### Películas
- Ione sube al cielo (1999) Dr. Joseba Salegi.
- La noche del escorpión (2002) Dr. Eva Lesmes.
- Aupa Etxebeste! (2005) Dr. Asier Luna y Telmo Esnal.
- Eutsi! (2007) Dr. Alberto J. Gorritiberea.
- Urte berri on, amona! (2011) Dr. Telmo Esnal.
- La herida (2013) Dr. Fernando Franco.
- Loreak (2014) Dir. Aitor Arregi y Jon Garaño
- Negociador (2014). Dr. Borja Cobeaga
- Amama (2015) Dr. Asier Altuna.
- Kalebegiak (2016)
- Oh! Mammy Blue (2018). Dr. Antonio Hens.
- Legado de los huesos (2019) Dr. Fernando González Molina.
- Agur Etxebesteǃ (2019) Dr. Asier Altuna y Telmo Esnal.
- Ane (2020) Dr. David Pérez Sañudo.
- Competencia oficial (2021) Dr. Mariano Cohn y Gastón Duprat.
- Irati (2022)[15] Dr. Paul Urkijo.
- La ermita (2023) Dr. Carlota Pereda
- El bus de la vida (2024). Dr. Ibon Cormenzana
- Los domingos (2025) Dra. Alauda Ruiz de Azúa.  [14]

#### Cortometrajes
- Algo para descongelar (2005). Dr. Claus Groten
- El nunca lo haría (2009) Dr. Anartz Zuazua
- Albaitari (2012) Dr. Pablo Vijande Menéndez
- Zarautzen erosi zuen (2014). Miren. Director Aitor Arregui.
- Haiku, 1975. (2016). Dr. Andrés Daniel Sainz.
- Vatios (2022). Dr. David Pérez Sañudo.

### Televisión
- Jaun ta Jabe (ETB 1)
- Maité (ETB, 1998) Serie. Guionista y actriz
- Sorginen laratza (ETB 1) Programa. Guionista y actriz
- Wazemank (ETB 1, 2005-2007) Guionista y actriz
- Esos cielos (TVG y TVE, 2006). Telefilme
- ¡Noaoa! (ETB 1, 2008)
- Brinkola (ETB 1, 2009) Guionista
- Martin (ETB1) Guionista.
- DBH (ETB 1, 2012)
- Nago (ETB 1, 2014) Presentadora
- Aitaren Etxea (ETB1, 2015-2016, 15 capítulos). Pilar Unanue
- Pulsaciones (Antena 3, 2017, 1 capítulo)
- Hondar ahoak (ETB 1, 2020, 4 capítulos). Nerea
- Caronte (Telecinco, 2020, 1 capítulo)
- Patria (HBO, 2020, 5 capítulos).
- El internado: las cumbres (Atresplayer. 2023, 6 capítulos)
- Cristóbal Balenciaga (Disney+, 2024, 2 capítulos).
- Querer (Movistar+, 2024). Miniserie de 4 capítulos de Alauda Ruiz de Azúa.[1]

### Teatro
- Kutsidazu bidea, Ixabel (2003, Compañía Gorringo).  Adaptadora del texto.
- Xabinaitor Ikuskizuna, basado en la trilogía de cómics Pololoak, de Patxi Gallego (2010, Compañía Gorringo). Adaptadora.[16]
- Bodologuak (2012)[17]

## Premios y reconocimientos
- 1999. Premio a la Mejor Actriz Revelación Unión de Actores Vascos por Desperrados.[3]
- 2014. Premio a Mejor Actriz, por Loreak, en el Latin Beat Festival de Tokio, muestra anual de cine español en Japón.[9]
- 2024: Nominada al Premio Feroz Mejor Actriz Protagonista (serie) 2024, por Querer, resultando ganadora.[11][18]
- 2024: Premio Forqué mejor interpretación femenina en una serie de ficción, por Querer.[19]